# Psychic Academy
Psychic Academy (サイキックアカデミー煌羅万象, Saikikku Akademī Ōra Banshō) est un seinen manga de science-fiction écrit et dessiné par Katsu Aki. Psychic Academy a été prépublié dans le mensuel Magazine Z de la Kōdansha entre décembre 1999 et avril 2003 et a été compilé en 11 tomes. La version française a d'abord été publié dans le mensuel Shōnen Collection de Pika Édition avant d'être relié en tomes sortis de septembre 2006 à août 2008.
Psychic Academy a été adapté en ONA de 24 épisodes de 10 minutes diffusés sur internet en 2002.

## Synopsis
Psychic Academy raconte l'histoire de Shiomi Ai, un jeune lycéen avec des pouvoirs psychique entrant à l'Académie des auras. Au début mécontent à l'idée d'avoir une aura, il apprendra peu à peu à utiliser ses pouvoirs notamment pour protéger ses amis du CDA, un organisme de contrôle des auras ne leur voulant pas que du bien.

## Personnages
- Shiomi Ai (汐見 愛, Shiomi Ai?) (VO : Daisuke Sakaguchi) : le personnage principal qui est un lycéen.
- Orina (織奈?) (VO : Rie Tanaka) : une amie d'enfance de Shiomi qui a des sentiments pour lui et qui va à l'académie.
- Myu (ミュウ, Myū?) (VO : Tsugumi Higasayama) : une autre élève de l'académie qu'il rencontre lors du sauvetage d'un bébé tombé d'un balcon.
- Zero (VO : Hiroshi Kamiya) : le frère de Shiomi qui est aussi le « sauveur de l'humanité ».

## Analyse
Auteur des séries Step up, Love Story et Vision d'Escaflowne, Katsu Aki nous offre dans cette œuvre une fois de plus un style différent de ces précédentes.
Alors que dans Vision d'Escaflowne, il nous livre un drame se déroulant dans un contexte médiéval-fantastique et dans Step up, Love Story une histoire « pédagogique-érotique » sur l'évolution de la vie sexuelle d'un jeune couple, on se retrouve ici avec une série relativement légère racontant la progression d'un jeune homme dans la découverte de ses pouvoirs et de ses sentiments.
Graphiquement parlant, on retrouve bien le style de Katsu Aki, notamment dans le character-design de Shiomi et Orina qui seront plus ou moins repris pour Makoto et Yura dans Step up, Love Story.

## Liste des épisodes
Le manga a été adapté en ONA de 24 épisodes réalisés par Shigeru Yamazaki et diffusé sur internet de mars à septembre 2002.
1. Retrouvailles
2. Orina
3. Myu
4. Le combat de l'aura
5. L'entraînement
6. Comme au bon vieux temps
7. Examen : 1re partie
8. Examen : 2e partie
9. Examen : 3e partie
10. Résonance
11. Premier amour
12. Fafa
13. Ren
14. Le secret
15. Perte de contrôle
16. Battement de cœur
17. Cadeau d'anniversaire
18. La chasse à l'aura
19. La cible
20. L'enlèvement
21. Les frères
22. Le camp d’entraînement
23. L'aura détraquée
24. Rêve ou vision